# Cu cu bụi
Cacomantis variolosus là một loài chim trong họ Cuculidae.

## Hình ảnh

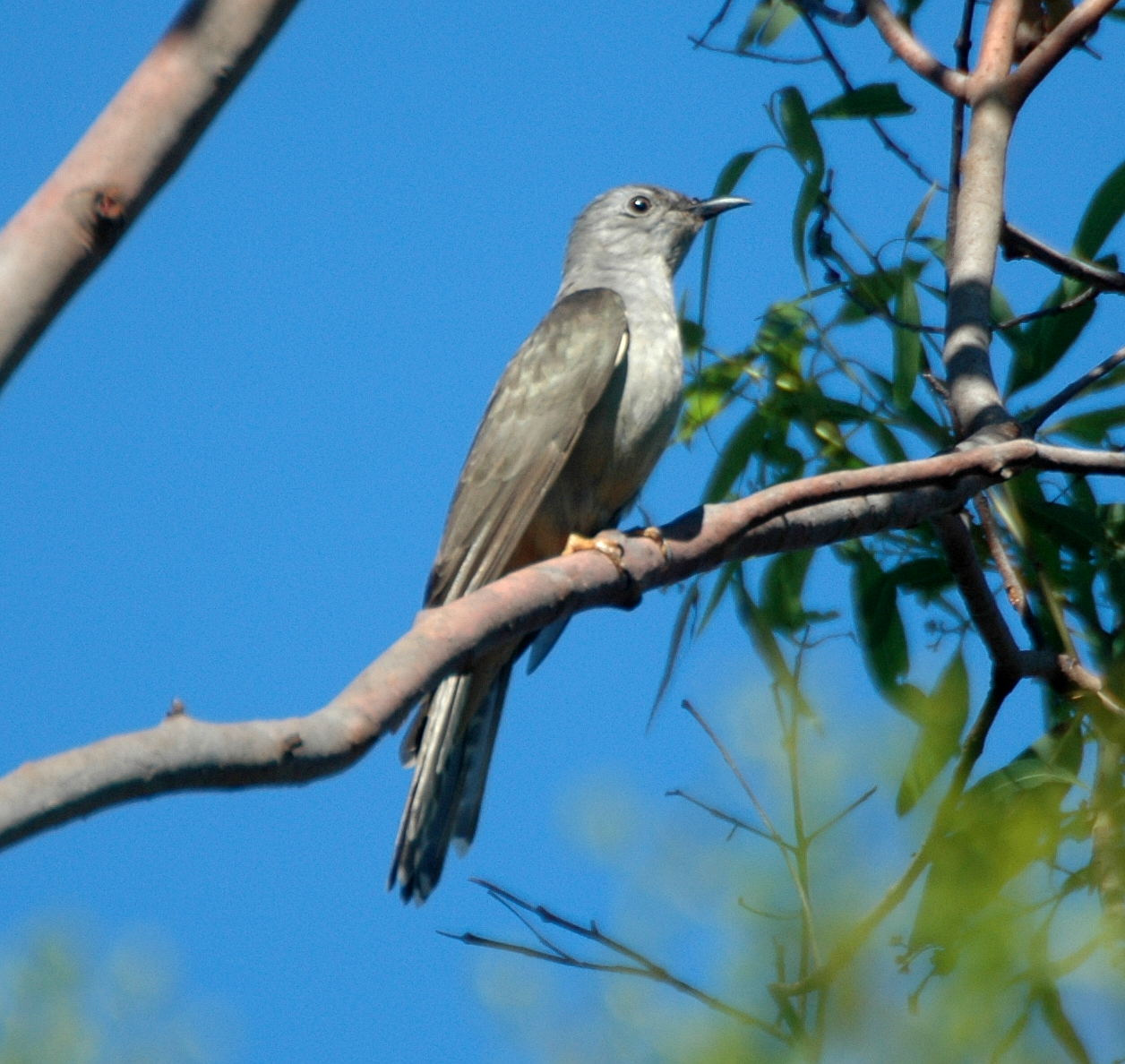